# Егане
Егане (фр. Hegeney) је насеље и општина у источној Француској у региону Алзас, у департману Доња Рајна која припада префектури Висембург.
По подацима из 2011. године у општини је живело 382 становника, а густина насељености је износила 217,05 становника/km². Општина се простире на површини од 1,76 km². Налази се на средњој надморској висини од 177 метара (максималној 209 m, а минималној 165 m).

## Демографија
| 1962. | 1968. | 1975. | 1982. | 1990. | 1999. | 2011. |
| ----- | ----- | ----- | ----- | ----- | ----- | ----- |
| 207   | 219   | 209   | 230   | 312   | 328   | 382   |

График промене броја становника у току последњих година